# Walter Koenig
Walter Marvin Koenig (* 14. září 1936 Chicago, Illinois) je americký herec, spisovatel, pedagog a režisér.
Je židovského původu, jeho rodina pochází z Litvy, odkud jeho rodiče emigrovali. V USA si zkrátili původní příjmení Königsberg na Koenig.
Herecká kariéra Waltera Koeniga začala v roce 1962, v 60. letech byl obsazován do rolí jednorázových postav v různých seriálech. V letech 1967 až 1969 vytvořil postavu poručíka Čechova, ruského navigátora hvězdné lodi USS Enterprise, ve sci-fi seriálu Star Trek. (Čechov se v seriálu objevil až se začátkem druhé série.) Oproti ostatním hercům ze Star Treku se Koenig nepodílel na animovaném seriálu Star Trek, kde byl Čechov nahrazen poručíkem Arexem. Sám Koenig ale pro tento seriál napsal jednu epizodu. Jako Pavel Čechov se Walter Koenig objevil v prvních sedmi filmech ze světa Star Treku (1979–1994). V polovině 90. let hrál Koenig v několika epizodách sci-fi seriálu Babylon 5 postavu Alfreda Bestera.
Walter Koenig napsal několik filmů, her a množství epizod různých seriálů.
Od roku 1965 je ženatý s Judy Levittovou, se kterou má syna Andrewa a dceru Danielle.
Dne 10. září 2012 obdržel, jako poslední ze základní posádky původního Star Treku, hvězdu na Hollywoodském chodníku slávy.